# Un goût de cendres

Localisation du Kent.

Un goût de cendres (titre original : Playing for the Ashes) est un roman policier d'Elizabeth George, initialement paru aux États-Unis en 1993, puis publié en France aux Presses de la Cité en 1995.
Le roman évoque l'enquête faite par deux policiers de Scotland Yard dans une petite commune du Kent, où un célèbre joueur de cricket est mort asphyxié dans des circonstances évoquant un meurtre.

## Personnages
- Le défunt :
  - Kenneth (« Ken » / « Kenny ») Fleming : 34 ans, champion de cricket.

- Les policiers
  - Thomas (« Tommy ») Lynley : inspecteur à Scotland Yard désigné pour enquêter sur la mort de Kenneth Fleming.
  - Barbara Havers : sergent à Scotland Yard désignée pour enquêter sur la mort de Kenneth Fleming.
  - Isabelle Ardery : inspectrice de police dans le Kent.
  - Winston Nkata : constable (gardien de la paix) à Scotland Yard.

- Proche entourage du défunt
  - Jean (« Jeannie ») Cooper-Fleming : 32 ans, épouse de Kenneth Fleming.
  - James (« Jimmy ») Fleming : 16 ans, fils de Kenneth Fleming.
  - Gabriella Patten : maîtresse de Kenneth Fleming.
  - Miriam Whitelaw : 60 ans, amie de cœur de Kenneth Fleming.

- Autres personnages importants
  - Hugh Patten : époux de Gabriella Patten.
  - Olivia (« Liv » / « Livie ») Whitelaw : fille de Miriam Whitelaw.
  - Christopher (« Chris ») Faraday : compagnon d'Olivia Whitelaw.
  - Guy Mollison : joueur de cricket.

- Personnages secondaires
  - Helen Clyde : compagne de Thomas Lynley.
  - Maître Friskin : avocat.
  - Martin Snell : laitier.
  - Hadiyyah et Taymullah Azhar : voisins de Barbara Havers.

## Trames narratives
Le roman suit deux trames narratives : 
- d'une part, l'enquête criminelle de Lynley et de Havers (le récit est composé de vingt-six chapitres) ;
- d'autre part, de chapitres non numérotés faisant état des réflexions autobiographiques et d'introspection d'Olivia Whitelaw.

Elizabeth George aura de nouveau recours à ce procédé dans le roman Mémoire infidèle (2001).

## Résumé

### Mise en place de l’intrigue
Un cottage cossu dans le Kent, au mois de mai. À l'occasion de sa tournée, le laitier Snell découvre Kenneth Fleming, 34 ans, champion de cricket, mort au premier étage dans la maison. Un incendie survenu dans la maison l'a asphyxié. Il était en couple avec Gabriella Patten, dont on retrouve le véhicule dans le garage, mais la jeune femme est introuvable. Est-elle l'auteur du meurtre ? La police locale est appelée sur les lieux, puis Scotland Yard est saisi, qui envoie sur place Thomas Lynley et Barbara Havers. Les policiers doivent déterminer si la mort du champion de cricket résulte d'un accident domestique, ou s'il s'agit au contraire d'un suicide ou d'un meurtre.
Les premiers éléments de l'enquête laissent soupçonner un meurtre, avec un incendie provoqué par des cigarettes ayant joué le rôle de retardateur de flamme pour laisser le temps au tueur de quitter les lieux sans être inquiété.

### L'enquête
Les deux policiers constatent que Kenneth avait en fait deux liaisons sentimentales : celle, notoire et torride, avec Gabriella Patten, mais aussi celle, très platonique, avec Miriam Whitelaw, 60 ans, veuve, son ancien professeur d'anglais, qui lui a prêté l'usage du cottage dans le Kent. Miriam avait rédigé un testament en sa faveur, déshéritant de facto sa fille Olivia avec qui elle est en très mauvais termes depuis une dizaine d'années. Se pourrait-il qu'Olivia ait assassiné Kenneth afin de « casser » le testament de sa mère et de bénéficier à terme de sa fortune ?
Les soupçons se tournent donc successivement en direction de Gabriella Patten puis d'Olivia Whitelaw. Mais Gabriella, retrouvée, a un alibi : elle avait téléphoné le soir du crime à Miriam Whitelaw. Du coup, les deux femmes ont un alibi, toutes deux ne pouvant pas être dans le Kent. Pour sa part, Olivia souffre d'une terrible maladie dégénérative des muscles qui l'empêche de marcher, et a fortiori de conduire une voiture ou prendre le train. Son espérance de vie étant réduite, elle n'avait pas un intérêt financier à assassiner Kenneth.
Les enquêteurs auditionnent l'épouse en titre de Kenneth, Jean (« Jeannie ») Cooper, qui venait de recevoir la veille de la mort de son mari une assignation en divorce. La mort du conjoint est-elle une vengeance de l'épouse ? D'autres personnes sont entendues, notamment un collègue de cricket de la victime, Guy Mollison, ancien amant de Gabriella.
Des indices trouvés sur les lieux de l'incendie (cigarettes, traces de pas, huile de moteur d'une moto, clef du cottage) laissent penser que le coupable pourrait être le fils aîné du défunt, Jimmy. Interrogé à plusieurs reprises, l'adolescent finit par reconnaître les faits : oui, c'est bien lui qui a mis le feu au cottage. Il explique qu'il a voulu se venger de son père qui avait décidé d'abandonner femme et enfants pour refaire sa vie avec Gabriella, une « trainée ».
Sous la pression de la presse people et pressé par ses supérieurs de mettre en examen Jimmy et de le faire incarcérer, Lynley s'y oppose et temporise. Il n'est pas certain de la culpabilité de Jimmy. En effet, plusieurs détails matériels ne collent pas avec les faits, et la psychologie de l'adolescent ne laisse pas supposer qu'il ait eu des envies de meurtre à l'encontre de son père. Se pourrait-il que l'adolescent s'accuse à la place de quelqu'un d'autre ?
Dans les dernière pages du roman, après le dénouement et la solution de l'énigme criminelle, Helen Clyde annonce à Thomas Lynley, à la suite d'une demande qu'il avait formulée quelques jours auparavant, qu'elle accepte de l'épouser.

### Dénouement, résolution de l'énigme et révélations finales
Jimmy s'est accusé car, étant allé au cottage dans le Kent le soir du meurtre, il avait cru y voir sa mère Jeannie mettre le feu au cottage. La croyant coupable, il avait décidé de s'accuser pour qu'elle ne soit pas inquiétée.
La vraie coupable est Miriam Whitelaw. Elle croyait que Kenneth était parti en vacances en Grèce avec Jimmy et ignorait que Kenneth avait annulé son voyage afin de rompre sa liaison avec Gabriella. Elle ignorait aussi que Kenneth et Gabriella s'étaient disputés et que la jeune femme avait quitté le cottage. Miriam ignorait donc que Kenneth était le seul résident du cottage. Elle avait loué une voiture identique à celle conduite par Jeannie et s'était grimée de manière à la faire ressembler à Jeannie, s'était rendue au cottage, avait mis le feu et était retournée chez elle. Elle voulait tuer Gabriella mais avait tué ans le vouloir Kenneth. Pendant ce temps, lorsque Gabriella avait téléphoné au domicile de Miriam, c'était Olivia qui avait répondu au téléphone et s'était fait passer involontairement pour Miriam. Ainsi Miriam avait eu un alibi sans le savoir et sans le vouloir ! À son retour à son domicile en pleine nuit, elle y avait rencontré Olivia. Les deux femmes avaient eu une longue discussion concernant la terrible maladie d'Olivia. Quelques jours après, quand Olivia avait entendu parler de la mort de Kenneth, elle avait compris que Miriam avait eu un rôle dans la mort du joueur de cricket. Miriam et Olivia avaient découvert par la presse les aveux de Jimmy : que faire ? fallait-il dire la vérité ?
Olivia choisit de tout révéler dans une longue lettre autobiographique qu’elle envoie à Lynley (cette lettre constitue les chapitres autobiographiques d'Olivia émaillant le roman). Elle lui demande de faire le nécessaire pour faire triompher la vérité.

## Autour du roman
- Explication du titre

Dans une préface de quelques pages, l'auteur explique la notion de « cendres » dans le jeu de cricket.
Le titre du roman fait un jeu de mots entre l'incendie du cottage au cours duquel Kenneth a trouvé la mort, et le « Tournoi des Cendres ».
- Citation

Le roman commence par une citation de La Conférence des oiseaux de Farid al-Din Attar.
- Hadiyyah et Taymullah Azhar

Barbara Havers rencontre Taymullah et sa jeune fille de 8 ans Hadiyyah au chapitre 11. Au début simples voisins de Barbara, le père et sa fille vont devenir ses amis dans les romans suivants. Barbara sauvera notamment la vie de la jeune Hadiyyah dans l'un des romans.
- Isabelle Ardery

Dans ce roman, l'inspectrice Isabelle Ardery n'est qu'un personnage secondaire. On la retrouvera dans le roman Le Cortège de la mort (2010), où elle sera alors commissaire de police par intérim et supérieure de Thomas Lynley.
- Adaptation en téléfilm

Le roman a été adapté en téléfilm en 2003.